# 小林武 (憲法学者)
小林 武（こばやし たけし、1941年 - ）は、法学者（法学博士）。京都市生まれ。立命館大学大学院法学研究科修了。憲法学、地方自治法、教育法学を専攻。
南山大学、愛知大学などで教鞭をとり、現在は沖縄大学客員教授。
全国革新懇（平和・民主・革新の日本をめざす全国の会）代表世話人を務める。
「養之如春」(これを養うこと春のごとし）を、学び始めるのに遅いということはない、そしてゆったりと進めようという意味だと解釈して、モットーにしている。
2020年11月瑞宝中綬章受章。

## 著書
- 『現代スイス憲法』（法律文化社、1989年）
- 『自治体憲法〔自治体法学全集2〕』（山下健次教授との共著。学陽書房、1991年）
- 『いま日本国憲法は』（三並敏克教授との共編著。法律文化社、1992年）
- 『演習講義 憲法』（法学書院、1995年）
- 『ハンス・チェニ 現代民主政の統治者』（翻訳。信山社、1999年）
- 『地方自治の憲法学』（晃洋書房、2001年）
- 『人権保障の憲法論』（晃洋書房、2002年）
- 『憲法判例論』（三省堂、2002年）
- 『法曹への憲法ゼミナール――同時代を解く』（法学書院、2003年）
- 『憲法と国際人権を学ぶ』（晃洋書房、2003年）
- 『平和的生存権の弁証』（日本評論社、2006年）
- 『憲法と地方自治〔現代憲法大系13〕』（渡名喜庸安教授との共著。法律文化社、2007年）
- 『ロースクール演習 憲法』（後藤光男教授との共著。法学書院、2011年）

その他、論説、翻訳、判例研究など多数。